# Shahrestān-e Bāneh
Shahrestān-e Bāneh (persiska: شهرستان بانه, بانه) är en delprovins (shahrestan) i Iran.   Den ligger i provinsen Kurdistan, i den nordvästra delen av landet, 500 km väster om huvudstaden Teheran.
Delprovinsen hade 158 690 invånare 2016.